# 기무라 시로시치
기무라 시로시치(木村四郎七)는 일본의 외교관이다.

## 생애
1927년 도쿄제국대학 법과를 졸업, 동 대학원을 거쳐 1930년 고등문관시험에 합격, 외교관시보(外交官試補)를 거쳐, 미국으로 유학하고 1934년부터 하얼빈 영사관보를 시작으로, 상하이, 홍콩, 베이징 등 중국대륙에 근무하면서 직업외교관으로서 캐리어를 쌓았다. 1945년 중국 상하이 주재 일본 대사관 서기관, 1951년 타이페이 주재 일본정부재외사무소 소장 (공관장), 1952년 타이페이 주재 대사관 참사관, 1953년 스리랑카 주재 공사, 1957년 외무성 심의관을 거쳐 체코슬로바키아 주재 대사, 1960년 스위스 주재 대사, 1962년 타이완 대사를 거쳤다. 일본 정부는 중국문제 전문가인 일본의 최고참(最古參) 외교관인 기무라 시로시치를 초대 주한 대사로 임명하기로 결정하고 1965년말 한국정부에 아그레망을 요청하였다. 일본 외무성은 당초 적극적인 성격을 지난 이관(伊關, 당시 네덜란드 대사)을 초대 주한대사로 보내려고 했으나, 한국 국내 여론이 그를 환영하지 않아 기무라를 기용하게 되었다.  한국 정부는 1월 7일, 기무라 대사의 아그레망 요청에 동의했다.  기무라 시로시치는 1966년 3월 7일 오후, 일본 외무성에서 도쿄주재 한국특파원들과 회견, 한일국교의 장래 등에 관해 그의 생각을 밝혔다. 기무라는 불행한 과거를 깊이 반성하고 자숙키 위해서 협정의 정신을 충실히 실천함으로써 우호 관계를 수립하는 데 각별한 노력을 할 결심이라고 말했다. 중국의 팽창을 위협이라고 생각하고 있으며 새로 국교를 맺은 한국과 일본 그리고 타이완은 자유주의국들이 단결해서 중공의 도전에 대항해 나가야 할 것이라고 말했다. 기무라는 전형적인 신사 외교관으로 알려져 있는 인물이다. 기무라는 성품이 온화한 인물로 일본 외무성의 빅 식스(미, 영, 소, 유엔, 타이완, 한국) 중의 한 사람이었다.